# Frédéric Portalis
Pour les autres membres de la famille, voir Famille Portalis.
Étienne Frédéric Auguste, vicomte Portalis, né le 13 avril 1804 à Berlin (royaume de Prusse) et mort le 30 août 1846 à Passy, est un magistrat et homme politique français.

## Biographie
Frédéric Portalis étudie le droit et se fait recevoir comme avocat. Il plaide quelque temps avec talent, puis il entre dans la magistrature où il devient conseiller à la cour d'appel de Paris en 1839.
Élu, le 10 janvier 1835 député du 2e collège du Var (Toulon), contre M. de Pontavès, il siège au centre droit et vote avec la majorité conservatrice.
Il n'est pas réélu en 1837, et échoue encore le 2 mars 1839, contre Alphonse Denis,, puis le 9 juillet 1842, contre le député sortant M. Denis, et M. Sala. Il ne regagne son siège que le 1er août 1846, mais meurt presque aussitôt le 29 août 1846. C'est son frère Ernest qui lui succède.
Il a été également juge au tribunal de première instance de la Seine.
On lui doit une édition des Discours et rapports de son grand-père, Jean-Étienne-Marie Portalis.

## Vie familiale
Fils aîné de Joseph Marie Portalis (1778 † 1858) et de Frédérique (24 octobre 1784 - Kiel, duché de Holstein † 1er septembre 1838 - Paris), comtesse de Holck, Frédéric Portalis épouse le 11 décembre 1828 Philippine, Renée, Adrienne Mounier (11 octobre 1811 - Paris † 30 mars 1891 - Paris), fille de Claude Philibert Edouard baron Mounier et petite fille de Jean-Joseph Mounier, dont :
- Étienne Guillaume Charles (1829 - Paris † 31 octobre 1884 - Arromanches), 2e comte Portalis, conseiller à la cour d'appel de Paris, marié, le 25 avril 1870, avec sa cousine Jeanne Mounier (18 août 1846 - Paris † 16 août 1917, petite fille de Claude Philibert Edouard baron Mounier et arrière-petite-fille de Jean-Joseph Mounier, dont :
  - Un fils, marié, dont postérité ;
  - Auguste Casimir Frédéric Waldémar (20 juin 1873 - Ville-d'Avray † 30 juillet 1962 - Hornoy-le-Bourg), saint-cyrien (1893 - 1895, promotion de Jeanne d'Arc), général issu de la cavalerie, marié avec Mlle Dominique de Glos, dont :
    - Deux filles, mariées dont postérité ;
    - Trois fils, marié, dont postérité subsistante ;

  - Un fils, dont quatre enfants ;
  - Deux filles ;
- Édouard Frédéric (27 mars 1832 - Paris † 5 septembre 1913 - Bayeux), chef d'escadron de cavalerie, vicomte Portalis, marié le 16 mai 1867 avec Alice Boisnormand de Bonnechose (1844 - Paris † 10 octobre 1925 - Bayeux), dont :
  - Un fils, marié avec Mlle de Vogelsang ;
  - Wilhelmine (1869 † 1951), religieuse (auxiliaire du purgatoire) ;
  - Un fils, marié ;
  - Un fils, marié avec Mlle Brochard de La Rochebrochard, dont postérité subsistante ;
- Wilhelmine Julie Adrienne Albertine (1834 - La Ciotat † 3 janvier 1917 - Saint-Côme-de-Fresné), mariée en janvier 1860 avec Marc Henri Victor Delacour (1826 † 1864), dont postérité ;
- Conrad Rodolphe Philippe (2 avril 1840 - Paris † 2 avril 1917 - Versailles), chef d'escadron, marié, en 1870, Julie Anglès (1832 - Mably † 1872), petite-fille de Jules Anglès, dont une fille ; puis remarié, le 8 juin 1882, avec Geneviève Elisabeth Marie Jeanne Martelet (26 juillet 1858 † 5 septembre 1929, dont :
  - Un fils, marié, dont :
    - Une fille, mariée ;

  - Un fils, marié, dont :
    - Deux filles, mariées ;

  - Une fille, mariée Jacques Guillaume de Sauville de La Presle (5 juillet 1888 - Versailles † 6 mai 1969), musicien - compositeur, prix de Rome, dont postérité.